# Poul Erik Østergaard
Poul Erik Østergaard (13. marts 1955 i Horsens – 7. januar 2011) var en dansk professionel fodboldspiller.

## Karriere
Poul Erik Østergaard spillede hele sin karriere for Vejle Boldklub. Han fik debut 20. marts 1974 mod AIK Stockholm og spillede sin afskedskamp 19. juni 1983 mod Herning Fremad. I alt spillede han 289 kampe for Vejle Boldklub og scorede 37 mål.
Poul Erik Østergaard var en tekniker og allround-spiller, der kunne udfylde alle pladser på midtbanen. En af hans mest mindeværdige kampe var pokalfinalen i 1981 mod Boldklubben Frem, hvor han havde et glimrende frisparksforsøg på overlæggeren. Vejle Boldklub vandt finalen 2-1 og Poul Erik Østergaard blev kåret til årets pokalfighter.
I 1979 spillede Poul Erik Østergaard sine eneste A-landskamp for Danmark. Det var mod Finland, og kampen endte 0-0.
Poul Erik Østergaard døde den 7. januar 2011 i en alder af blot 55 år. Han efterlod sig tre børn.

## Titler
- Det Danske Mesterskab: 1978
- DBU's Landspokal: 1975 1977 1981